# 惠州北站
惠州北站是一座位于中国广东省惠州市惠城区小金口街道的铁路车站，亦是赣深客运专线沿线最大的新建车站，于2021年12月10日随着赣深客运专线开通而启用。

## 沿革
本站的兴建计划最早出现在惠州市发展和改革局重点项目建设办公室于2011年2月10日发布的《惠州市轨道交通规划建设工作情况简介》，在该份介绍中，本站为广汕铁路推荐走线上的一个中途车站，位于惠州站以北3.7千米处。其后，惠州市有关部门于该年4月18日的深圳·东莞·惠州三市第五次联席会议上披露了深惠城际轨道交通的规划走向，该规划以本站作为深惠城轨的惠州端起讫站。2013年初，广铁集团释出广梅汕铁路扩能计划（又称“广梅汕高铁”），即新建惠州至梅州、汕头的双线铁路项目。在该份计划中，本站为广梅汕高铁与广汕铁路并线路段的终点。
2016年4月26日，广州市公共资源交易中心发布《新建铁路赣州至深圳客运专线 （广东段）地质勘察监理招标公告》，本站成为赣深客运专线在惠州设立的两个中途站之一。至于该站的具体位置，小金口街道党工委书记陈俊杰在接受传媒采访时，指该站预计会设于惠博大道丰文凹路口。5月，广州市公共资源交易中心发布《广州至汕尾客运专线地质勘察监理招标公告》，在该份公告中，本站不再作为广汕铁路的中途车站及该线与赣深客运专线的交汇车站，但新增了由本站引出的联络线，以贯通上述两条铁路线。5月30日，中铁第四勘察设计院发布赣深客运专线第二次环评文件，本站站位被设置于白石村。8月，惠州市住房和城乡建设局组织编制《惠州市轨道交通线网规划（修编）》，本站在该份规划中作为1号线的北端起讫站。9月9日，惠州市人民政府发布《惠州构建现代公共交通城市发展建设规划（2015-2030年）》公示稿，本站在该份规划中成为惠州市的五个综合枢纽之一。同月，在惠州、深圳两地交通部门编制的《深惠城际轨道惠州段交通规划》中，深惠城际轨道交通改为由东江高新区引出，不再由本站始发。12月22日，赣深客运专线广东段动工仪式在本站预定选用的地块举办；同日，有关部门首度披露《惠州市轨道交通远景线网推荐方案示意图》，指惠州轨道交通5号线会接入本站。
2017年9月4日，中国铁路经济规划研究院发布征集公告，征集包括本站在内的赣深铁路新建车站设计方案。12月，惠州市住房和城乡建设局发布《惠州高铁北站地区分区规划（含核心区概念性城市设计）》（草案），在该份草案中，深惠城际轨道交通改回至本站始发。2018年3月，惠州市有关部门开始对将莞惠城际轨道交通延伸至本站始发进行前期研究。11月，博罗县有关部门发布《博罗县县城总体规划（2011-2035年）（草案）》，指该县计划研究建设惠博城际轨道接入本站。2019年4月18日，惠州市公共资源交易中心发布招标公告，对惠州北站综合交通枢纽配套工程（二、三期）可研、勘察设计及专题研究进行招标。
2020年3月5日，广东省发展和改革委员会发布《广东省发展改革委关于下达广东省2020年重点建设项目计划的通知》，当中列出的深惠城际轨道交通以沥林北站为终点站，意味着该线不会再经过本站；同月，该站正式动工。6月15日，惠州市发展和改革局公示了《莞惠城际小金口至惠州北段项目社会稳定风险分析公众参与公示》，明确提出将莞惠城际轨道交通的惠州端起讫站由小金口站延伸至本站。
2021年6月，该站站房已完成全数五组屋面钢网架的提升工作。7月20日，该站站房实现金属屋面断水，并转入室内装修及装饰阶段。
2021年12月10日，本站随着赣深高铁开通而启用。

## 车站规模

### 站房

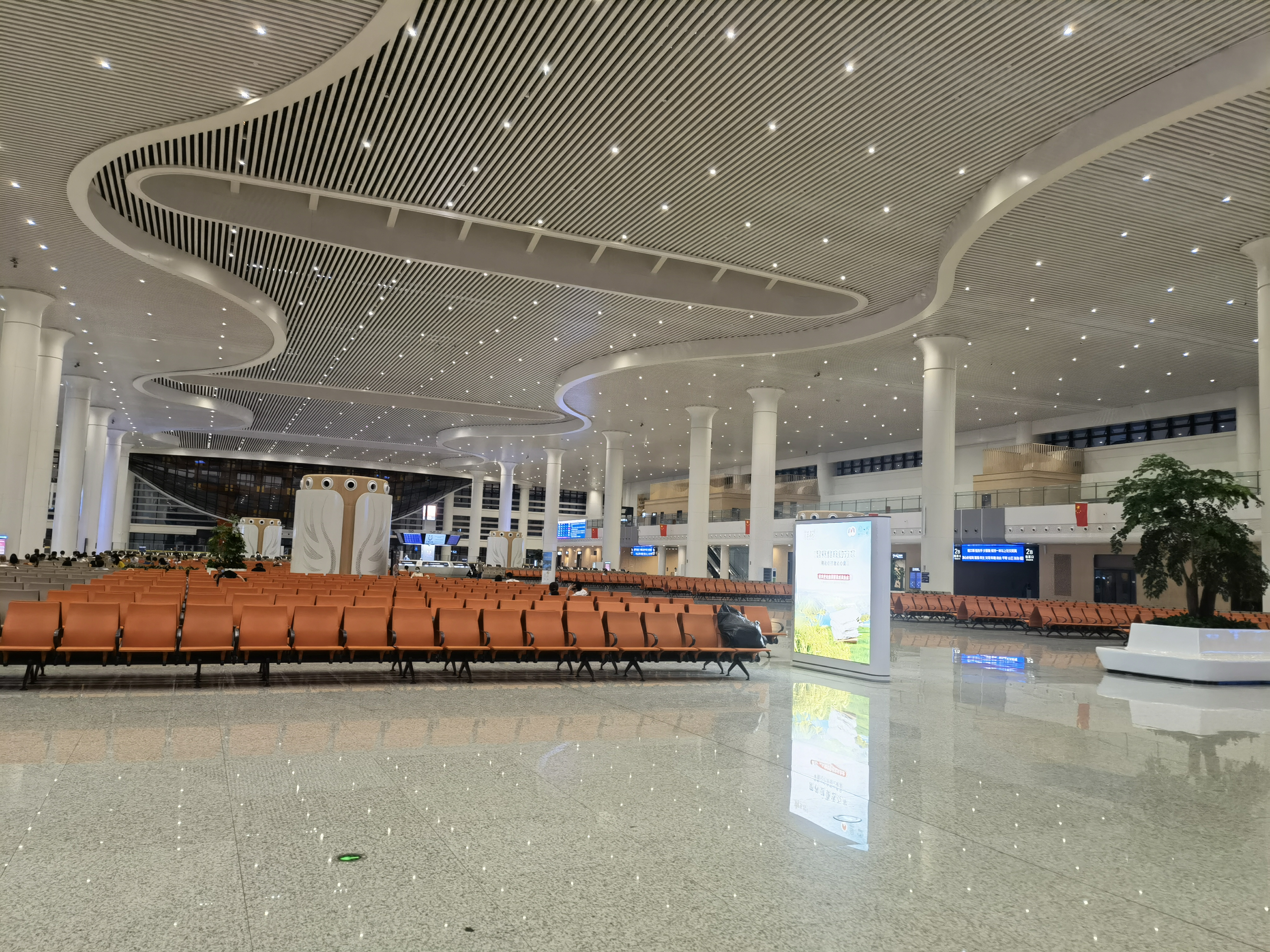
车站站厅

该站在规划初期的面积为6,000平方（65,000平方英尺），而在中国铁路经济规划研究院于2017年9月4日披露的《新建赣州至深圳铁路客运专线（广东段）和平东站等8站建筑概念设计方案征集信息公告》中，该站的总面积被扩大至50,000平方（540,000平方英尺）。本站为地面车站，按地级市站点标准建设，是赣深客运专线沿线第二大车站及最大的新建车站。本站国铁站房以钢网架结构屋面为主，局部采用桁架结构，当中钢网架尺寸为287（942英尺）×204（669英尺），支座跨度为54（177英尺），最高高度为33（108英尺）；设计上，屋面造型为三维曲面造型，并采用四角锥网架结构及焊接球节点。
本站设置了综合维修车间，位于其站房的站同右侧。此外，站房地下还规划了惠州轨道交通1号线、5号线站房、通道及地下换乘大厅。
2023年，惠州北站站房工程获该年度中国建设工程鲁班奖（国家优质工程）。

### 站台及配线
该站的轨行区最初为4台10线布局，后来扩大至5台11线，具体包含1个基本站台及4个岛式站台，各个站台均长450（1,480英尺），宽12（39英尺），高1.25（4英尺1英寸），配9条到发线；站台下方另设置两条宽8（26英尺）的通道供旅客进出站。此后，站台规模再被扩大至5台12线。
因应广惠城际铁路延伸至本站，本站在上述5台12线规模的基础上再预留了一个包括2个岛式站台及4条到发线的站场，使得本站规模最终扩大为7台16线。

### 车站结构
|  |       | 未來广惠城际往番禺（小金口） |  |  |
|  | 14 13 | 未啟用 · 島式                |  |  |
|  |       | 未來广惠城际往番禺（小金口） |  |  |
|  |       | 未來广惠城际往番禺（小金口） |  |  |
|  | 12 11 | 未啟用 · 島式                |  |  |
|  |       | 未來广惠城际往番禺（小金口） |  |  |

|  |      | 京港高速铁路 （赣深客运专线）往深圳北（仲恺）（9道）    |  |  |
|  | 10 9 | 島式                                                    |  |  |
|  |      | 京港高速铁路 （赣深客运专线）往深圳北（仲恺）（7道）    |  |  |
|  |      | 京港高速铁路 （赣深客运专线）往深圳北（仲恺）（5道）    |  |  |
|  | 8 7  | 島式                                                    |  |  |
|  |      | 京港高速铁路 （赣深客运专线）往深圳北（仲恺）（3道）    |  |  |
|  |      | 京港高速铁路 （赣深客运专线）往深圳北（仲恺）（正线）   |  |  |
|  |      | 京港高速铁路 （赣深客运专线）往赣州西（博罗北）（正线） |  |  |
|  |      | 京港高速铁路 （赣深客运专线）往赣州西（博罗北）（4道）  |  |  |
|  | 6 5  | 島式                                                    |  |  |
|  |      | 京港高速铁路 （赣深客运专线）往赣州西（博罗北）（6道）  |  |  |
|  |      | 京港高速铁路 （赣深客运专线）往赣州西（博罗北）（8道）  |  |  |
|  | 4 3  | 島式                                                    |  |  |
|  |      | 京港高速铁路 （赣深客运专线）往赣州西（博罗北）（10道） |  |  |
|  |      | 京港高速铁路 （赣深客运专线）往赣州西（博罗北）（12道） |  |  |
|  | 2 1  | 島式                                                    |  |  |
|  |      | 京港高速铁路 （赣深客运专线）往赣州西（博罗北）（14道） |  |  |

## 争议
该站的位置引发了市民的争议，有多数民众对目前的选址持理解态度，还有规划业从业员指此举对小金口片区发展有利；但亦有民众认为该车站及线路远离惠州市区，不利于市区民众乘车，且不符惠州市的发展方向。对此，惠州市住房和城乡建设局有关负责人称，由于赣深客运专线确定采用西线方案，该线几无可能在惠州市区设站，而在小金口设站则是“在线路规划基本确定情况下搭乘高铁利好的有力争取”。

## 接驳交通

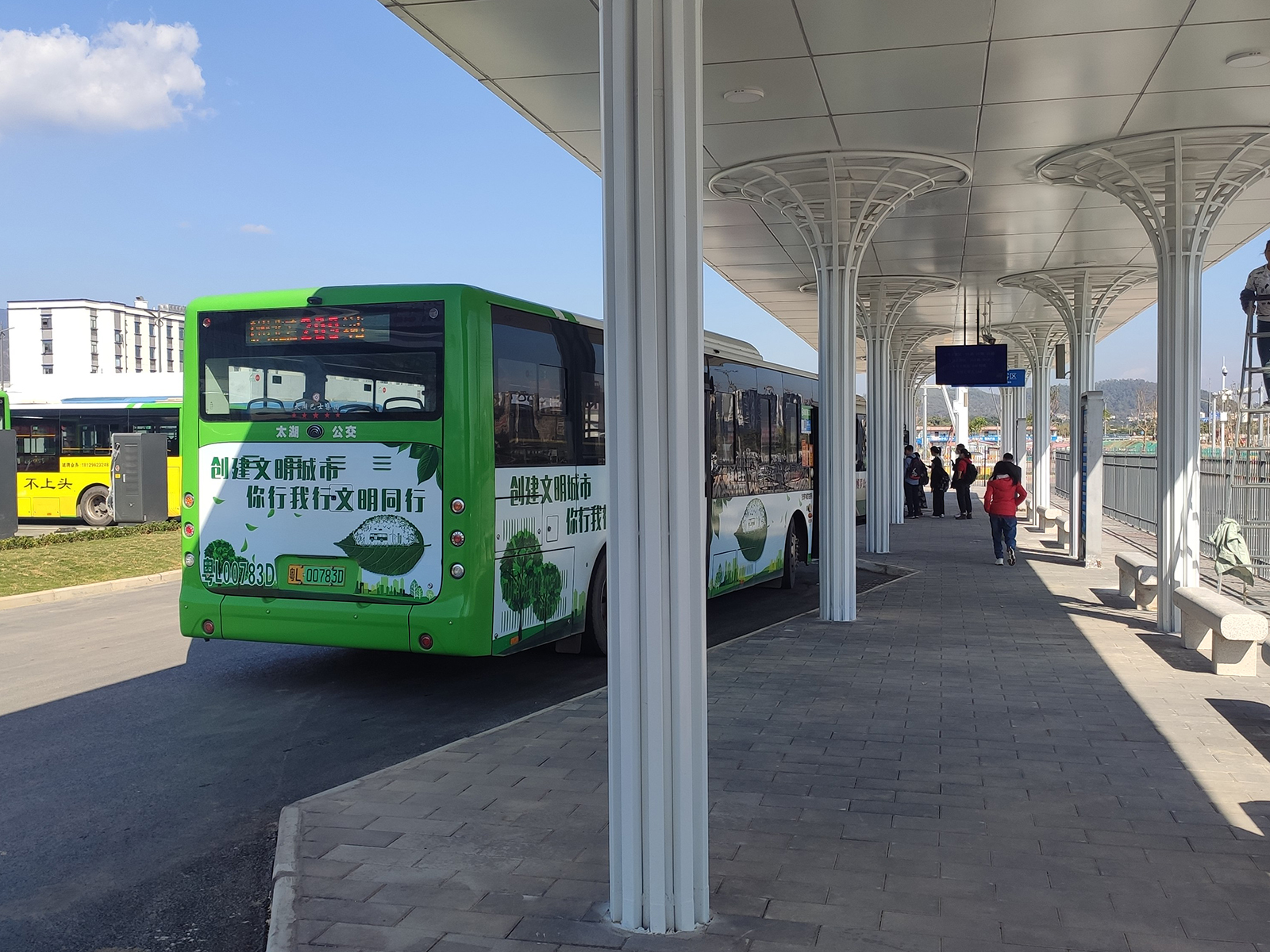
公交总站，位于车站东侧

| 巴士 \| 编号 \| 编号 \| 线路 \| 线路 \| 线路 \| 收费 \| 运营商 \| 备注 \| \| -------- \| --------- \| ------------------ \| ------ \| ------------ \| ----- \| -------- \| -------------- \| \| \| 25 \| 惠州北高铁站 \| ⇆ \| 伯公坳 \| 2–6元 \| 交投六分 \| \| \| \| 39 \| 河南岸汽车站 \| ⇆ \| 惠州北高铁站 \| 2元 \| 交投三分 \| \| \| \| 40 \| 惠州北高铁站 \| ⇆ \| 东江科技园 \| 2元 \| 交投六分 \| \| \| \| 209快 \| 仲恺汽车站 \| 全程 ⇆ \| 惠州北高铁站 \| 2–6元 \| 太湖公交 \| 原 301 \| \| 口岸路口 \| 209快 \| 短线 ← \| \| 惠州北高铁站 \| 2–6元 \| 太湖公交 \| 原 301 \| \| \| 213 \| 潼湖科技小镇 \| ⇆ \| 惠州北高铁站 \| 2–9元 \| 金通公交 \| 原 201B \| \| \| 303仲恺 \| 鑫月广场 \| ⇆ \| 惠州北高铁站 \| 2元 \| 金通巴士 \| 原 仲恺301B \| \| \| 惠大快线B \| 惠州北高铁站 \| ⇆ \| 大亚湾体育馆 \| 10元 \| 惠南公交 \| 经惠大高速公路 \| \| \| L6B博罗 \| 博罗县城中心客运站 \| ⇆ \| 惠州北高铁站 \| 2–4元 \| 博罗公汽 \| \| |           |                    |        |              |       |          |                |
| 编号 | 编号      | 线路               | 线路   | 线路         | 收费  | 运营商   | 备注           |
| | 25        | 惠州北高铁站       | ⇆      | 伯公坳       | 2–6元 | 交投六分 |                |
| | 39        | 河南岸汽车站       | ⇆      | 惠州北高铁站 | 2元   | 交投三分 |                |
| | 40        | 惠州北高铁站       | ⇆      | 东江科技园   | 2元   | 交投六分 |                |
| | 209快     | 仲恺汽车站         | 全程 ⇆ | 惠州北高铁站 | 2–6元 | 太湖公交 | 原 301         |
| 口岸路口 | 209快     | 短线 ←             |        | 惠州北高铁站 | 2–6元 | 太湖公交 | 原 301         |
| | 213       | 潼湖科技小镇       | ⇆      | 惠州北高铁站 | 2–9元 | 金通公交 | 原 201B        |
| | 303仲恺   | 鑫月广场           | ⇆      | 惠州北高铁站 | 2元   | 金通巴士 | 原 仲恺301B    |
| | 惠大快线B | 惠州北高铁站       | ⇆      | 大亚湾体育馆 | 10元  | 惠南公交 | 经惠大高速公路 |
| | L6B博罗   | 博罗县城中心客运站 | ⇆      | 惠州北高铁站 | 2–4元 | 博罗公汽 |                |

### 公路客运

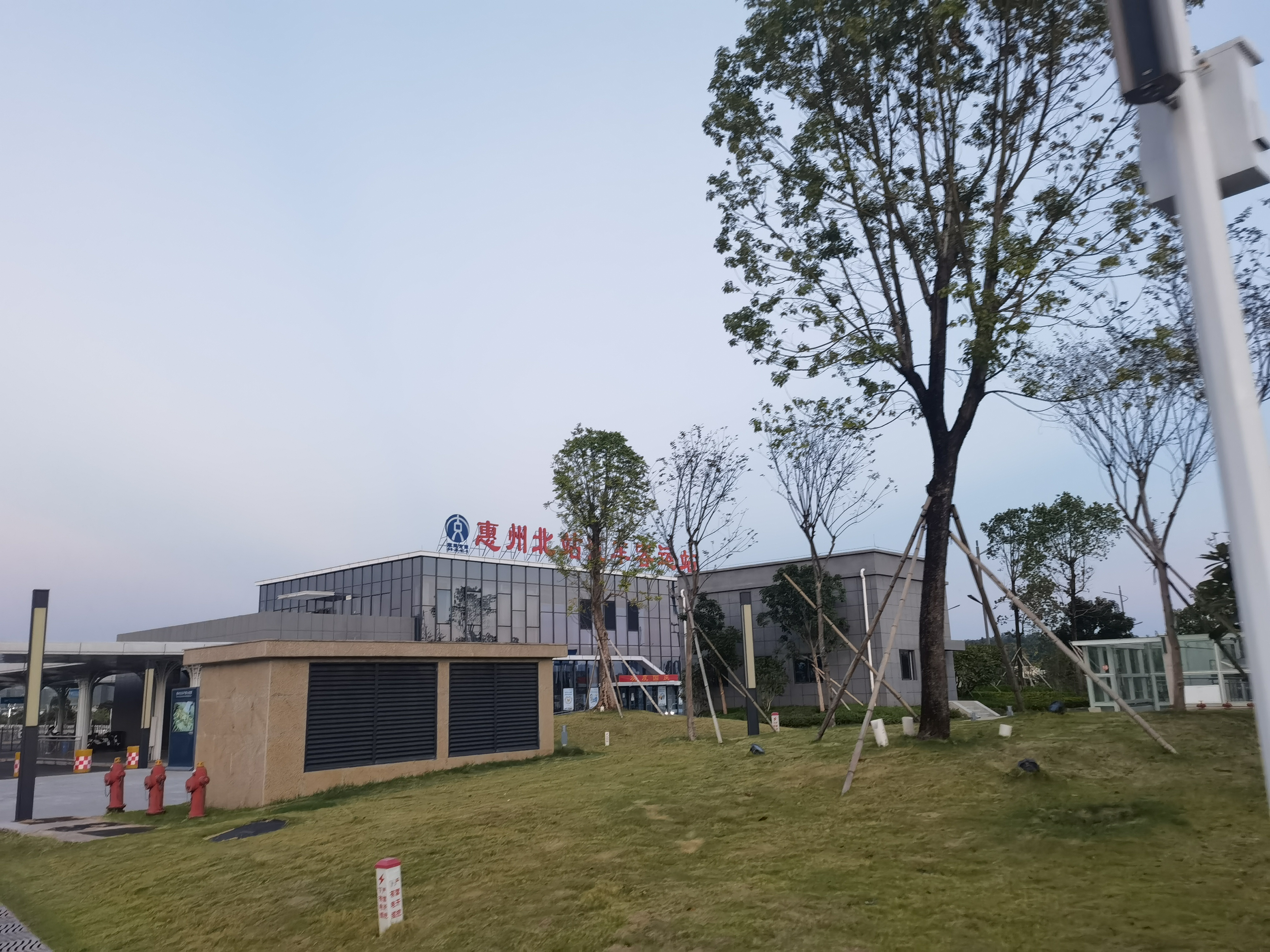
惠州北汽车客运站

惠州北站旁有汽车客运站，于2022年1月19日开始运营。目前主要有前往黄埠、龙门汽车站的市内客运线，以及前往广州、佛山、花都、清远、韶关的城际客运班线。

## 利用状况
截至2025年7月1日全国铁路季度调图，惠州北站满图状态下共开行184列车，其中始发终到17列。